# Farol da Pedra Seca

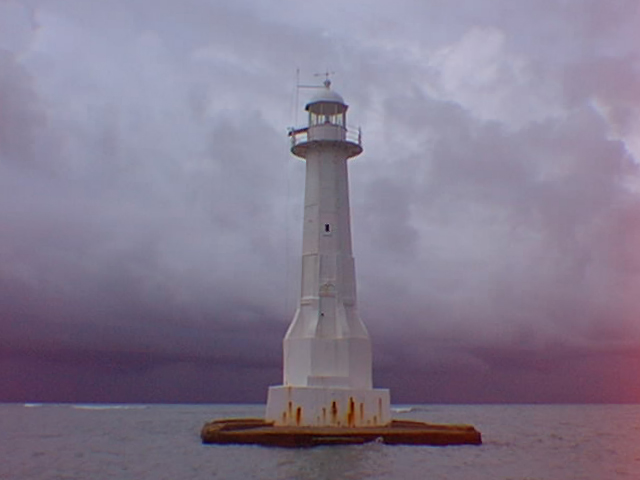
Farol visto de perto

O Farol da Pedra Seca é um farol do estado brasileiro da Paraíba. É a primeira construção desse tipo da Paraíba, erguido em 1869 em Cabedelo. Erigido como uma torre com tronco piramidal octogonal em ferro, numa base quadrada de alvenaria, branca, a construção tem placa de inauguração com data de 1870.

## História
Oficialmente, foi no dia 7 de setembro de 1873 que o farol da «Pedra Seca» foi inaugurado, tendo sido o primeiro farol a ser implantado em toda a costa paraibana pelo governo imperial. A obra, cuja construção ficou a cargo do engenheiro Julio Teixeira de Macedo, foi encomendada pelo engenheiro e fidalgo Zósimo Barroso, em 1869, e fazia parte de um conjunto de nove torres de ferro forjado da empresa P & W Maclellan, de Glasgow, na Escócia, com 14,5 metros de altura. Um aparelho lenticular fixo de quarta ordem da Barbier & Fenestre, de Paris, também completava o conjunto. Era considerado o que havia de melhor em sinalização náutica na época. Foi um importante melhoramento há muito reclamado pelos interesses da navegação e do comércio nessa região do Nordeste brasileiro.
As peças do farol chegaram à Paraíba em janeiro de 1872, por intermédio do arsenal de Pernambuco, na administração de José Evaristo da Cruz Gouvêa, ficando guardadas no edifício da Alfândega, no Porto do Capim. A preocupação dos políticos locais era tamanha que o senador Frederico de Almeida e Albuquerque, na qualidade de presidente da província, ao passar o governo ao quinto vice-presidente Cruz Gouvêa, ressaltou o seguinte em seu relatório:
No dia 9 do corrente, vindo da corte, o primeiro-tenente da armada José Maria do Nascimento Júnior, a quem o Ministério da Marinha encarregou de determinar o ponto em que deve ser construído o farol de que trato (...) e seguindo imediatamente depois de sua chegada o primeiro-tenente Nascimento Junior para o Cabedelo, concluiu os trabalhos de sua comissão, conforme me comunicou por ofício datado de 15 do corrente mês.
A obra foi erguida em uma laje que aflora na maré baixa, conhecida como «Pedra Seca», situada a pouco mais de um quilômetro da costa, precisamente na praia denominada Miramar, limite com a praia Formosa, com o intuito de sinalizar a entrada no porto, já que toda a orla de Cabedelo é coberta por uma barreira de corais. Para a montagem do farol, construiu-se uma rígida base de alvenaria, com a finalidade de receber as placas metálicas que formariam a estrutura da torre octogonal. Em 1922, o queimador original foi substituído por um eclipsor AGA automático, à base de acetileno. Com isso, a vigília dos faroleiros pôde ser substituída por confortáveis visitas bimestrais. Hoje, com o emprego de elementos fotovoltaicos, o farol está totalmente automatizado.
Conta-se que o farol foi construído em terra firme, mas que, com o avanço progressivo do mar, hoje se encontra a 400 metros da beira-mar. Os depoimentos mais antigos afiançam que pelo menos o espaço correspondente a duas ou três ruas com casas sumiu com o avanço do mar, em Ponta de Mato, destruindo as habitações mais antigas ali construídas.[carece de fontes?]

## Breve cronologia
- 1869: data da encomenda do farol[4][5]
- 1873 (7 de setembro): data da inauguração[5]
- 1922: instalação de um eclipsor AGA automático, alimentado a acetileno[4][5]